# خلل تناوبية الحركات
خلل تناوبية الحركات أو تعسر تعاقب الحركات (بالإنجليزية: Dysdiadochokinesia) هو المصطلح الطبي لضعف القدرة على أداء حركات سريعة ومتناوبة (تناوبية الحركات)، ويسمى العجز الكامل بـ «لاتناوبية الحركات».

## العلامات والأعراض
يمكن رؤية الشذوذ في خلل تناوبية الحركات في الطرف العلوي والطرف السفلي والكلام، ويصبح العجز مرئيًا في معدل التناوب واكتمال التسلسل واختلاف السعة التي تنطوي على كل من التنسيق والتتابع الحركي، يمكن استخدام متوسط المعدل كمقياس للأداء عند اختبار خلل تناوبية الحركات.
خلل تناوبية الحركات يتم إثباته سريريًا بمطالبة المريض بالنقر على أحد كفيه بأصابع اليد الأخرى، ثم قلب الأصابع بسرعة والنقر على الكف بظهر الأصابع بشكل متكرر، تُعرف هذه الحركة باسم اختبار الكب/الاستلقاء، تتمثل الطريقة الأبسط باستخدام هذا المفهوم نفسه في أن تطلب من المريض توضيح حركة تجربة مقبض الباب أو الشد في المصباح الكهربائي، عند اختبار هذه الحالة في الساقين يُطلب من المريض النقر على يدك في أسرع وقت ممكن بكرة كل قدم على حدة، تميل الحركات إلى أن تكون بطيئة أو حرجة، وعادة ما يكون أداء القدمين أقل من أداء اليدين. عند اختبار خلل تناوبية الحركات مع الكلام يُطلب من المريض أن ينطق بعض المقاطع الصوتية (بي، تي، كيه) (/pə/ و/tə/ و/kə/) وتكون علامات خلل تناوبية الحركة: الاختلاف والجهارة الزائدة والانهيار المفصلي غير المنتظم.

## الأسباب
يُعد خلل تناوبية الحركات سمة من سمات الرنح مخيخي المنشأ وقد يكون نتيجة لآفات في نصف الكرة المخية أو الفص الجبهي من المخ، ويمكن أن يكون أيضًا مزيجًا من كليهما، يُعتقد أنه ناتج عن عدم القدرة على تشغيل وإيقاف مجموعات العضلات المضادة بطريقة منسقة بسبب نقص التوترالعضلي الذي يحدث كنتيجة ثانوية لضرر في المركز.
يوجد خلل تناوبية الحركات أيضًا في رنح فريدريخ والتصلب المتعدد كأعراض مخيخية (بما في ذلك الرنح النخاعي المخيخي والرجفان القصدي والرتة)، وهي أيضًا سمة من سمات الرتة الرنحية، يوجد خلل تناوبية الحركات غالبًا أثناء اضطراب الكلام الحركي (الرتة) وبالتالي يمكن استخدام اختبار خلل تناوبية الحركات للتشخيص التفريقي.
وقد رُبِط خلل تناوبية الحركات بالطفرة في SLC18A2 الذي يشفر ناقل أحادي الأمين الحويصلي 2.